# 松下和夫
松下 和夫（まつした かずお、1948年8月16日 - ）は、日本の地球環境学者。研究分野は、環境政策論、環境ガバナンス論、持続可能な発展論、気候変動政策・生物多様性政策・地球環境政策。京都大学名誉教授、国際アジア共同体学会理事長、日本GNH学会会長、元国連大学客員教授。（公財）地球環境戦略研究機関 (IGES) シニアフェロー。（旧）環境庁、OECD、国連、京都大学などで環境政策立案とその研究に先駆的に関与し、持続可能な発展や気候変動政策などに対し積極的提言を行っている。

## 来歴
徳島市で生まれ、中学・高校時代は千葉県で過ごす。東京大学時代は経済学部でシカゴ大学から帰国したばかりの理論経済学者宇沢弘文に師事。工学部助手宇井純が主宰していた公害自主講座にも参加。宇沢と宇井の影響もあり、設立直後の環境庁へ第1期生として入庁する。環境庁では自然環境保全法制定や自動車排気ガス規制（日本版マスキー法）に関与し、環境白書執筆や長期ビジョン策定にかかわる。OECDや国連地球サミット事務局勤務の経験を活かし、地球環境問題を日本の環境行政の課題とすることに尽力し、環境と経済を統合した持続可能な発展思想の展開に寄与した。地球環境基金を通じた環境NGO活動支援にも従事し、地球環境戦略研究機関 (IGES) 設立の根拠となる内閣総理大臣諮問機関の「21世紀地球懇話会提言」を起草。また、気候変動枠組条約第3回締約国会議 (COP3) の京都への誘致のきっかけを作る。京都大学に新たに設立された大学院地球環境学堂・学舎で2001年から2013年まで地球環境政策論担当の教授として、新たな地球文明の創造と地球環境学の構築、そして高度な研究者・実務家の育成に尽力した。環境ガバナンス論の枠組みに基づく環境政策評価を日本で最も早く取り入れた。
松下は、1987年に発表されたブルントラント委員会（環境と開発に関する世界委員会）の報告書『Our Common Future』（通称「ブルントラント報告」）で定義された「持続可能な発展思想」を敷衍し、「持続可能な発展」とは、新しい環境社会像を提示すると同時に、そこに向けた不断の変革への政策プロセスを意図した環境思想であるとした。ブルントラント報告は、各国と国際社会が、その集合的な政治行為と政策設計によって、地球環境の限界を認識し、従来の経済発展パターンを再設計することを期待している。したがって、「持続可能な発展」の実現とは、高度産業社会の進展の中で生起している多様な環境問題を解決するとともに、ポスト高度産業社会の「新しい環境社会像」を構想し、社会的公平性を確保するとともに、その実現に向け制度、技術、資源利用、投資のあり方を継続的に変革し統合していくことを意味し、社会システムそのものの不断のイノベーション（革新）が求めることを示したものである（『環境と開発への提言』、285頁）。
さらに「ガバナンス」を、「人間の作る社会的集団における進路の決定、秩序の維持、異なる意見や利害対立の調整の仕組みおよびプロセス」としてとらえ、「環境ガバナンス」を、上（政府）からの統治と下（市民社会）からの自治を統合し、持続可能な社会の構築に向け、関係する主体がその多様性と多元性を生かしながら積極的に関与し、問題解決を図るプロセスとしてとらえ、多様な主体の参加と協働、情報の公開とアカウンタビリティの確保、透明性のある意思決定プロセスなどを重視している（『地球環境学への旅』、13頁）。

## 年表
- 1948年
  - 徳島県徳島市生まれ
- 1971年
  - 東京大学経済学部経済学科卒業
- 1972年
  - （旧）環境庁入庁
- 1976年
  - 米国ジョンズホプキンズ大学大学院政治経済学科修了（修士）
- 1978年 - 1981年
  - 経済協力開発機構 (OECD) 環境局アドミニストレーター（パリ）
- 1989年 - 1990年
  - 環境庁環境協力室長
- 1990年 - 1992年
  - 国連「環境と開発に関する国連会議」(UNCED/地球サミット) 上級環境計画官（ジュネーブ）
- 1992年 - 1993年
  - 環境庁大気規制課長
- 1993年 - 1995年
  - 環境庁地球環境部環境保全対策課長
- 1994年 - 1995年
  - 内閣審議官（併任、内閣総理大臣私的諮問機関「21世紀地球懇話会担当」）
- 1995年 - 1998年
  - 環境事業団地球環境基金部長
- 1998年 - 2001年
  - （財）地球環境戦略研究機関 (IGES) 副所長代行
- 2001年 - 2002年
  - 京都大学大学院人間・環境学研究科教授
- 2002年 - 2013年
  - 京都大学大学院地球環境学教授[1]。
- 2013年 - 
  - 京都大学名誉教授、（公財）地球環境戦略研究機関 (IGES) シニアフェロー

## 活動
- 1972年に環境庁入庁後、大気規制課長、環境保全対策課長等を歴任。OECD環境局、国連地球サミット (UNCED) 事務局（上級環境計画官）勤務。
- 2001年から2013年まで京都大学大学院地球環境学堂教授（地球環境政策論）。
- 2021年2月時点で、国際アジア共同体学会理事長、日本GNH学会会長、国際協力機構 (JICA) 環境ガイドライン異議申立審査役、環境イノベーション情報機構評議員、環境再生保全機構地球環境基金運営委員（評価専門委員長）、ブータン王立大学学術研究顧問、地球・人間環境フォーラム研究顧問、認定NPO法人環境市民理事、（一社）日本釣用品工業会理事、（一社）アジア連合大学院機構研究主幹なども務める。

## 発言
- 「気候変動に関するパリ協定は人間活動による温室効果ガスの排出量を実質的にゼロにする目標であり、脱化石燃料文明への経済・社会の抜本的転換が必要となる。」（松下和夫他編『東アジア連携の道をひらく：脱炭素・エネルギー・食料』、花伝社（2017年9月）、91頁）
- 「持続可能な発展目標（SDGs）とパリ協定が示す新たなビジョンは、基本的人権に基づく社会的基盤の向上と地球システムの境界の中で、貧困に終止符を打ち、自然資源の利用を持続可能な範囲に留め、環境的に安全で、かつ基本的人権という視点から社会的に公正な空間領域で、地球上のすべての人々が例外なくその幸福（well being）の持続可能な向上が図られる社会と定義できる。」（同上、94頁）
- 「今日私たちは、地球社会と環境の持続可能性という制約の中で、人々の厚生の持続可能な維持と発展を図るという「持続可能な発展」の本来の趣旨を改めてかみしめ、持続可能な社会への移行への現実的な政策設計とその実行が求められている。もちろん現在の社会経済体制には強固な慣性があり、変革を阻む既得権益の壁は強固である。しかし気候変動がもたらす悪影響や生物多様性の喪失の回復には何世紀もかかり、多くの場合二度と元に戻すことができないことを考えると、今本格的に持続可能な未来に向けて活動を開始しなければならない。」（ロバート・ワトソン編集代表・松下和夫監訳『環境と開発への提言』、東京大学出版会（2015年2月）、289頁）

## 著作

### 単著
- 『1.5°Cの気候危機：脱炭素で豊かな経済、ネットゼロ社会へ』、知の新書G03/文化科学高等研究院出版局（2022年11月）
- 『気候危機とコロナ禍：緑の復興から脱炭素社会へ』、知の新書/文化科学高等研究院出版局（2021年2月） - 2021年度「岡倉天心奨励賞」受賞
- 『地球環境学への旅』、文化科学高等研究院出版局（2011年9月）
- 『環境政策学のすすめ』、丸善（2007年）
- 『環境ガバナンス（市民・企業・自治体・政府の役割）』、岩波書店（2002年）
- 『地球温暖化読本』、海象社（2002年）
- 『環境政治入門』、平凡社（2000年）
- 『地球大異変』、学習研究社（1990年）

### 共著
- 松下和夫・三橋規宏・谷口正次・関正雄著『自分が変わった方がお得という考え方』、中央公論社（2015年7月）
- 松下和夫・竹内恒夫他著『地球環境の政治経済学』、ダイヤモンド社（1990年）

### 編著
- 松下和夫編著『環境ガバナンス論』、京都大学学術出版会（2007年）
- Matsushita, K., ed., “Environment in the 21st Century and New Development Patterns”, Springer, 1-303、2001

### 共編著
- 松下和夫・進藤榮一・朽木昭文共編『東アジア連携の道をひらく：脱炭素・エネルギー・食料』、花伝社（2017年9月）
- 松下和夫・福山研二編『進行する気候変動と森林～私たちはどう適応するか：森林環境2015』、森林文化協会（2015年3月）
- 桜井尚武・松下和夫編『森の明日を考える12章：森林環境2011』、朝日新聞出版（2011年3月）
- 竹内敬二・松下和夫編『森林環境2004』、築地書館（2004年3月）
- Fu-chen Lo, Kazuo Matsushita, Hiroaki Takagi, ed., “The Sustainable Future of the Global System II”, The United Nations University, 1-387, 1999

### 監訳著
- ロバート・ワトソン編集代表・松下和夫監訳『環境と開発への提言』、東京大学出版会（2015年2月）
- ワールドウオッチ研究所・松下和夫監訳『地球環境データブック2012-13』、ワールドウオッチジャパン（2013年1月）